# 阿爾姆科格爾山 (托特斯山脈)
47°37′11″N 14°5′35″E / 47.61972°N 14.09306°E

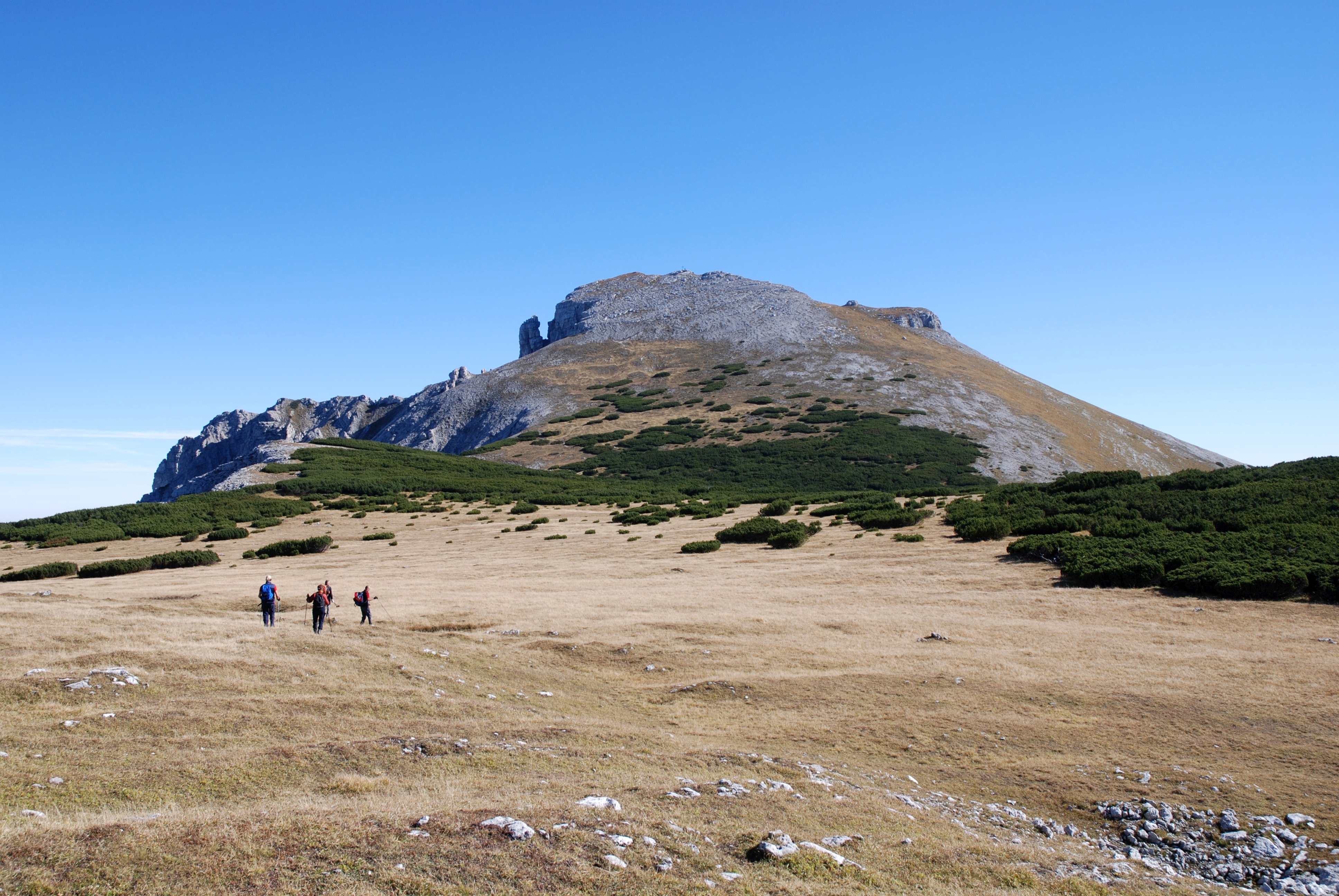

阿爾姆科格爾山（德語：Almkogel），是奧地利的山峰，位於該國中部，由施泰爾馬克州負責管轄，屬於托特斯山脈的一部分，海拔高度2,116米，每年平均降雨量1,578毫米。